# Raska fötter springa tripp, tripp, tripp
Raska fötter springa tripp, tripp, tripp eller enbart Raska fötter, är en julsång, ursprungligen publicerad i Julklappen 1901. Visans ursprungliga namn är Liten julvisa. Sångtexten påminner om en tid då det på många ställen i Sverige fortfarande var vanligt att någon i släkten till jul klädde ut sig till julbock och delade ut julklapparna. Sigrid Sköldberg-Pettersson (1870–1941) skrev texten medan Emmy Köhler (1858–1925) gjorde musiken.
Sångtexten beskriver julfirandet i en familj från de första julklapparna lackas in fram till julgransplundringen. Fastän jultomte ersatte julbock under 1900-talet i Sverige har visan behållit sin popularitet som julsång, och sjungs ofta vid dans kring julgranen. Frånsett julbocken beskriver sången hela det svenska julfirandet som de flesta svenskar känner det från 1900-talet, med familjen samlad kring julgranen och julklappar.

## Publikation
- Nu ska vi sjunga, 1943, som "Liten julvisa", under rubriken "Julsånger"
- Julens önskesångbok, 1997, som "Raska fötter springa tripp, tripp, tripp", under rubriken "Traditionella julsånger"
- Barnens svenska sångbok, 1999, som "Raska fötter springa tripp, tripp, tripp (Liten julvisa)", under rubriken "Året runt".

## Inspelningar
En tidig inspelning gjordes av Alice Skoglund i februari 1928, och gavs ut på skiva i oktober samma år. Sången finns också inspelad med Familjen Glenmark på julalbumet Från advent till jul från 1983.